# Episodi di Kipper - Il più bel cucciolo del mondo (terza stagione)
Questa voce riassume la terza stagione della serie televisiva Kipper - Il più bel cucciolo del mondo, composta da 13 episodi trasmessi tra il 21 gennaio e il 15 aprile 1999.

## Elenco episodi
- 27 The Screensaver
- 28 The Pencil Case
- 29 Arnold's Letter
- 30 Tiger's Talent Show
- 31 The Rainbow Puddle
- 32 The Paddling Pool
- 33 Big Owls Bath